# 安田 (横手市)
安田（やすだ）は、秋田県横手市の大字。郵便番号は013-0043。人口は1,543人、世帯数は687世帯（2020年10月1日現在）。旧平鹿郡栄村大字安田、旧平鹿郡安田村に相当する。

## 地理
横手地域の南部に位置しており、西部を赤坂地区、東部と北部で前郷地区と隣接する。中央部を奥羽本線が南北に縦断しており、それに並行して東側を国道13号が通る。北部ではこの国道13号が、東西に走る国道107号と合流し、横手バイパスとして両線の重複区間を経て北西部で再び分岐し、北方へと延びている。国道の合流点（安田交差点）には安田歩道橋が架かっている。北西部は比較的平坦な地形だが、南東へ向かうにつれて丘陵地となり、ブンナ沢や大台ではリンゴの栽培が行われている。もとは水田地帯が中心であったが、現在では国道や都市計画道路中央線の沿線を中心に宅地化が進行しており、南部の八王子地区も宅地化されている。また、越廻には横手警察署が所在する。
全域が都市計画区域に含まれるが、区域区分非設定区域となっている。都市計画法上の用途地域では、南東部の国道13号沿いが第二種住居地域に、横手バイパス沿いが準工業地域に、これらの道路に挟まれた住宅地は第一種住居地域に、北部の住宅地は第二種中高層住居専用地域に指定されており、未指定の区域もある。

### 小字
2024年（令和6年）10月5日時点での「横手市（秋田地方法務局大曲支局）登記所備付地図データ」、デジタル庁公表の「アドレス・ベース・レジストリ」の「秋田県 横手市 町字マスター（フルセット） データセット」、横手市公表のオープンデータによれば、安田の小字は以下の通りである。
| 町・字 | 町・字     | 出典 | 出典         | 出典       |
| 大字   | 小字       | 登記 | 町字マスター | 行政区一覧 |
| ------ | ---------- | ---- | ------------ | ---------- |
| 安田   | 字大台     | ○    | ○            | ○          |
| 安田   | 字ブンナ沢 | ○    | ○            | ○          |
| 安田   | 字越廻     | ○    | ○            | ○          |
| 安田   | 字堰端     | ○    | ○            | ○          |
| 安田   | 字堰添     | ○    | ○            | ○          |
| 安田   | 字向田     | ○    | ○            | ○          |
| 安田   | 字谷地岸   | ○    | ○            | ○          |
| 安田   | 字堂山     | ○    | ○            | ○          |
| 安田   | 字縄手添   | ○    | ○            | ○          |
| 安田   | 字馬場     | ○    | ○            | ○          |
| 安田   | 字八王寺   | ○    | ○            | ○          |
| 安田   | 字柳堤     | ○    | ○            | ○          |
| 安田   | 字樋渡     | ○    | ○            | ○          |

## 歴史
正保4年（1647年）の『出羽国知行高目録 下』では、安田村として村名が見え、享保15年（1730年）の『六郡郡邑記』においても安田村とあり、家数17軒、支郷に田渡村（日渡村とも、家数3軒）がある。その後、菅江真澄の『雪の出羽路 平鹿郡』によれば、日渡村は飢饉によって廃村になったとある。

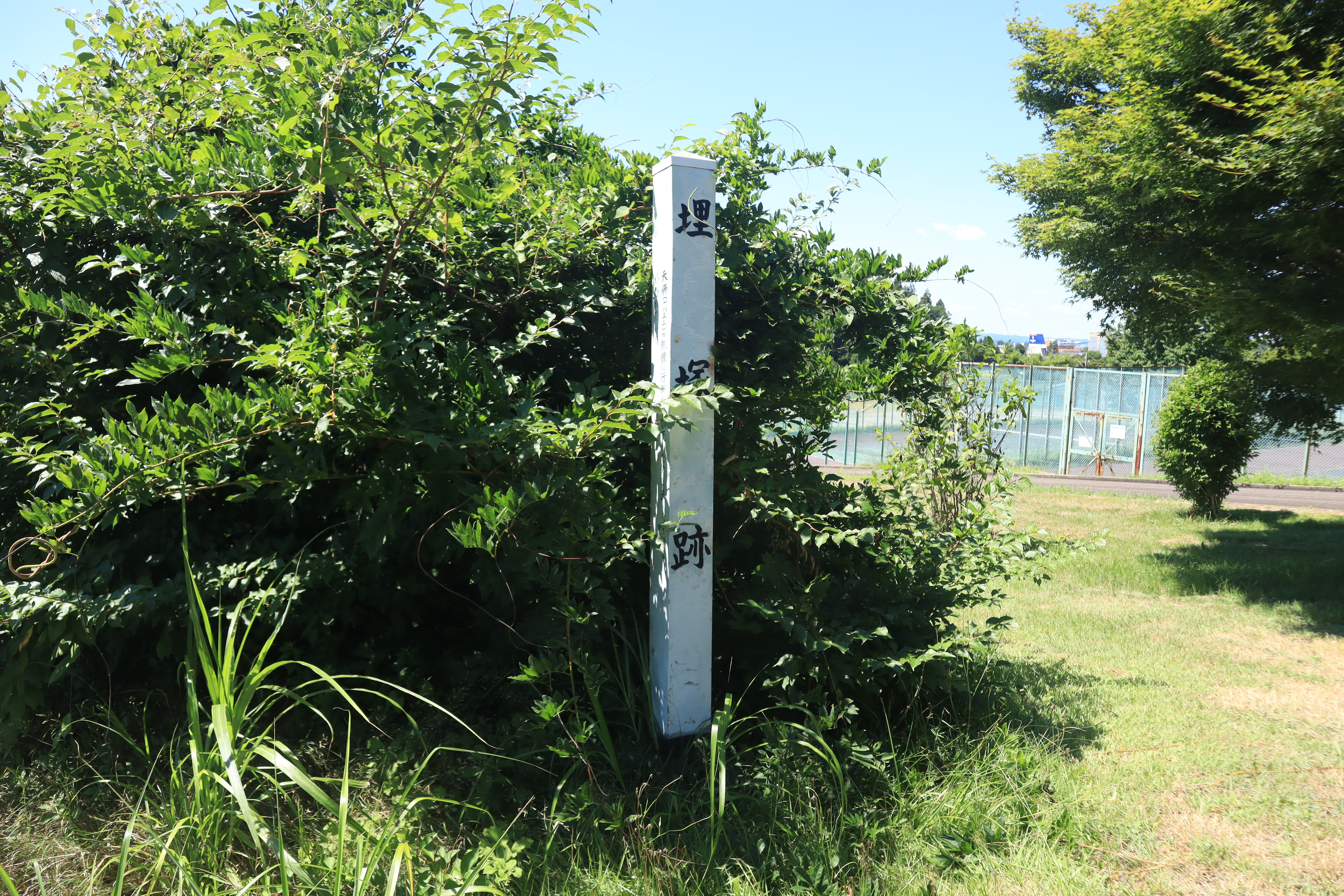
埋塚跡の標柱（2025年8月撮影）

かつて羽州街道の西側には、松林に覆われた岩山が広がっていた。この岩山から礼堂（現在の秋田県立衛生看護学院付近）までは、丘陵が続いていた。岩山は石切場として利用され、丘陵は土取場となっていた。採取された石や土は、横手や周辺の村々の家屋や土蔵の土台に用いられたとされ、横手城下の市街が形成される以前から採石が行われていたとされるが、いずれも大正期までに掘り尽くされた。この石切場の南、安田原交差点の南西に位置する丘陵地には、「埋め塚」と呼ばれる場所がある。ここは、隠れキリシタンや横手大眼宗事件によって処刑されたキリシタンらの遺骨が埋められた場所と伝えられている。また、後の天明および天保の大飢饉において餓死した者も、この地に埋葬されたとされている。小野寺氏時代の処刑場は牛首戸にあったとされるが、埋め塚があったのはこの丘陵地で、現在はキリスト教の殉教碑が建つ辺りであったとされる。この場所には、かつて2本の大きなマツが立っていたが、1956年（昭和31年）に横手郷土史編纂会委員一行が現地を視察した時点では、松の木は既に伐採されており田畑になっていた。その上、周辺には白骨が散乱していたため、それらを拾い集め、一行の一人であった正平寺住職に託したという。

### 沿革
- 1873年（明治6年）2月 - 秋田県第6大区小2区に属する[14]。
- 1889年（明治22年）4月1日 - 町村制施行に伴い、新藤柳田村・大屋寺内村・大屋新町村・外ノ目村・婦気大堤村・安田村が合併し、栄村となる[15]。安田村は栄村大字安田となる[16]。
- 1951年（昭和26年）4月1日 - 栄村が旭村とともに横手町に編入、同時に市制を施行[17]。横手市安田となる[16]。
- 1963年（昭和38年） - 横手自動車学校が、蛇の崎町から安田字柳堤に移転[18]。
- 1967年（昭和42年）
  - 7月1日 - 安田原簡易郵便局が、安田字柳堤1番地2に開局[19]。
  - 国道13号横手バイパスが開通[20]。
- 1976年（昭和51年）12月1日 - 横手警察署が、大町中丁から安田字越廻に移転[21]。
- 1979年（昭和54年）1月 - 横手自動車学校が、赤坂へ移転[18]。
- 1980年（昭和55年）4月13日 - 安田地区コミュニティ会館が完成[22]。
- 1991年（平成3年）7月17日 - 湯沢横手道路の横手インターチェンジ以北が開通[23]。
- 1997年（平成9年） - 横手サティ（現・イオン横手店）が、安田字向田[24]に開業[25]。
- 2003年（平成15年） - ユニクロ横手店、高桑書店TSUTAYA横手店などが開業[26]。
- 2024年（令和4年）4月27日 - 万代横手店が、安田のフレスポよこて内に開業[27]。

## 世帯数と人口
2020年（令和2年）10月1日現在の世帯数と人口は以下の通りである。
| 大字 | 小字       | 世帯数  | 人口    |
| ---- | ---------- | ------- | ------- |
| 安田 | 字谷地岸   | 57世帯  | 110人   |
| 安田 | 字堰端     | 139世帯 | 281人   |
| 安田 | 字ブンナ沢 | 41世帯  | 97人    |
| 安田 | 字馬場     | 13世帯  | 43人    |
| 安田 | 字柳堤     | 11世帯  | 30人    |
| 安田 | 字堰添     | 35世帯  | 77人    |
| 安田 | 字堂山     | 71世帯  | 145人   |
| 安田 | 字越廻     | 13世帯  | 31人    |
| 安田 | 字向田     | - 世帯  | - 人    |
| 安田 | 字八王寺   | 283世帯 | 672人   |
| 安田 | 字大台     | 24世帯  | 57人    |
| 計   | 計         | 687世帯 | 1,543人 |

### 人口・世帯数の推移
以下は国勢調査による1995年（平成7年）以降の人口の推移。
| 年                 | 人口  |
| ------------------ | ----- |
| 1995年（平成7年）  | 1,933 |
| 2000年（平成12年） | 1,708 |
| 2005年（平成17年） | 1,559 |
| 2010年（平成22年） | 1,531 |
| 2015年（平成27年） | 1,554 |
| 2020年（令和2年）  | 1,543 |

以下は国勢調査による1995年（平成7年）以降の世帯数の推移。
| 年                 | 世帯数 |
| ------------------ | ------ |
| 1995年（平成7年）  | 650    |
| 2000年（平成12年） | 620    |
| 2005年（平成17年） | 590    |
| 2010年（平成22年） | 621    |
| 2015年（平成27年） | 680    |
| 2020年（令和2年）  | 687    |

## 小・中学校の学区
市立小・中学校に通う場合、学区（校区）は以下の通りとなる。
| 小字 | 小学校               | 中学校               |
| ---- | -------------------- | -------------------- |
| 全域 | 横手市立横手南小学校 | 横手市立横手南中学校 |

## 交通

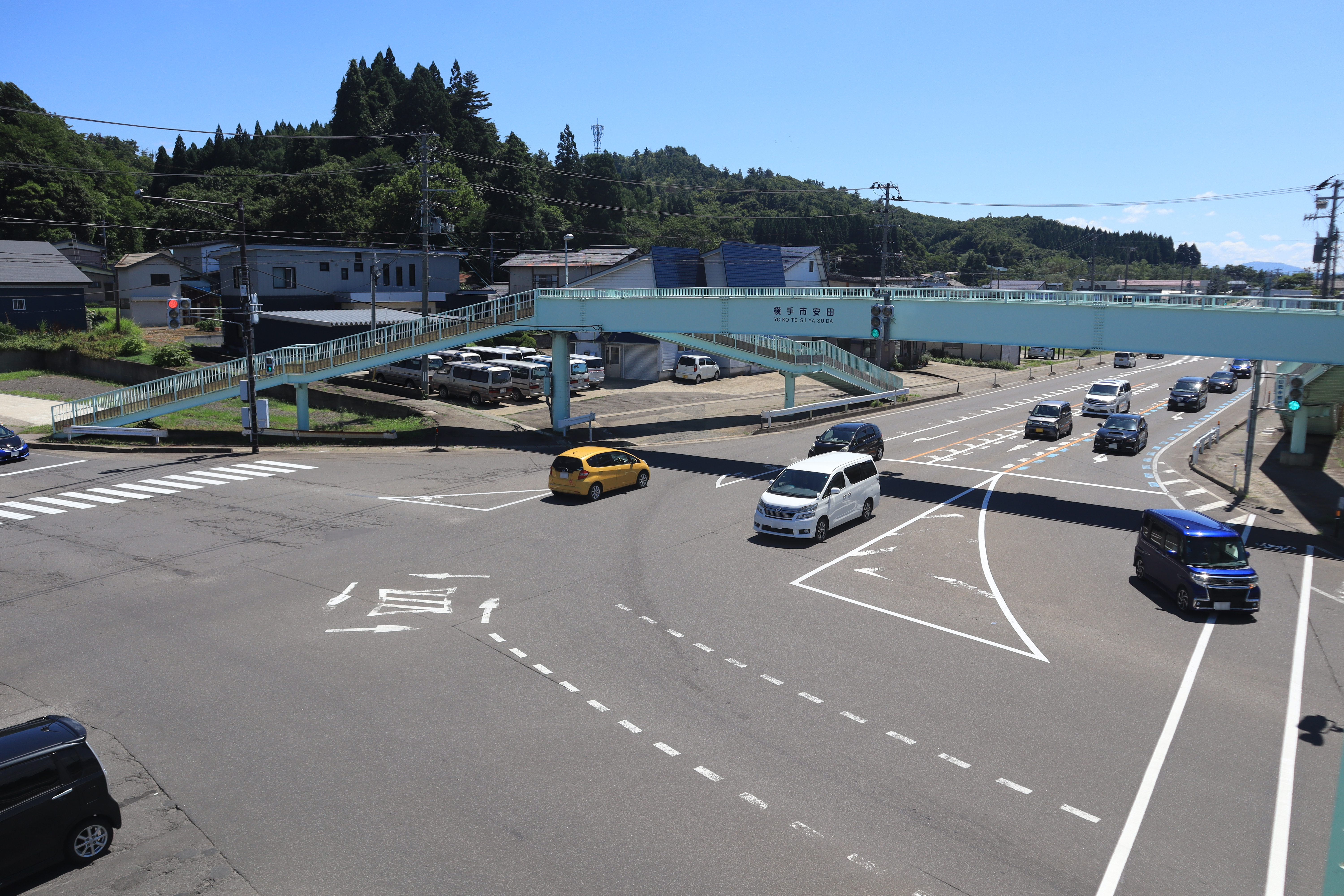
国道13号と国道107号が交わる安田交差点

### 鉄道
町内を奥羽本線が通るが駅はない。最寄り駅は■奥羽本線、■北上線の横手駅、もしくは■奥羽本線の柳田駅。

### 道路
- 国道13号（湯沢横手道路、横手バイパス）
- 国道107号

## 施設
- ホテル クォードインyokote（字堰端52番地1）[34]
- セカンドストリート 横手店（字越廻54番地1）[35]

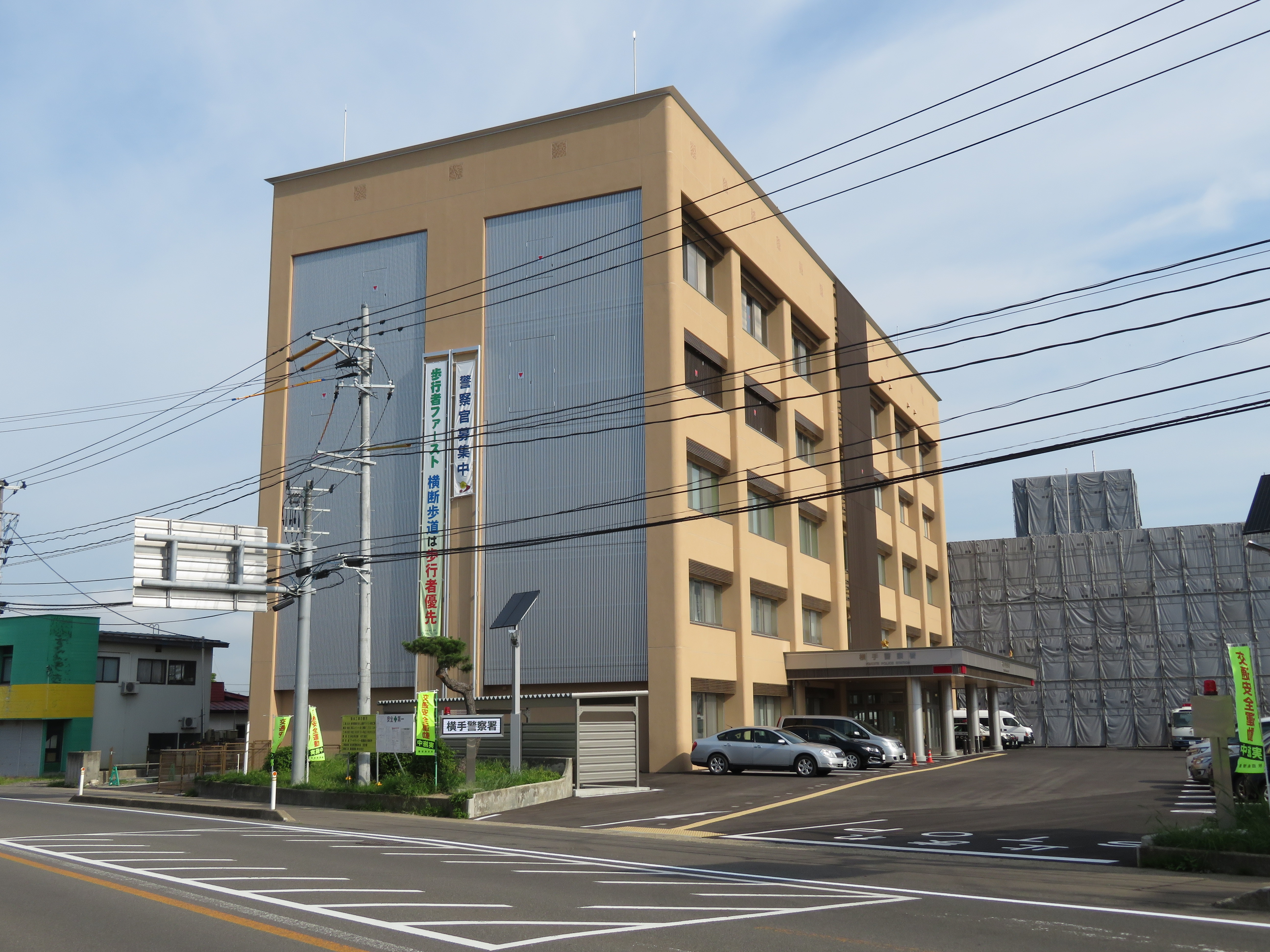
横手警察署（字越廻71番地）
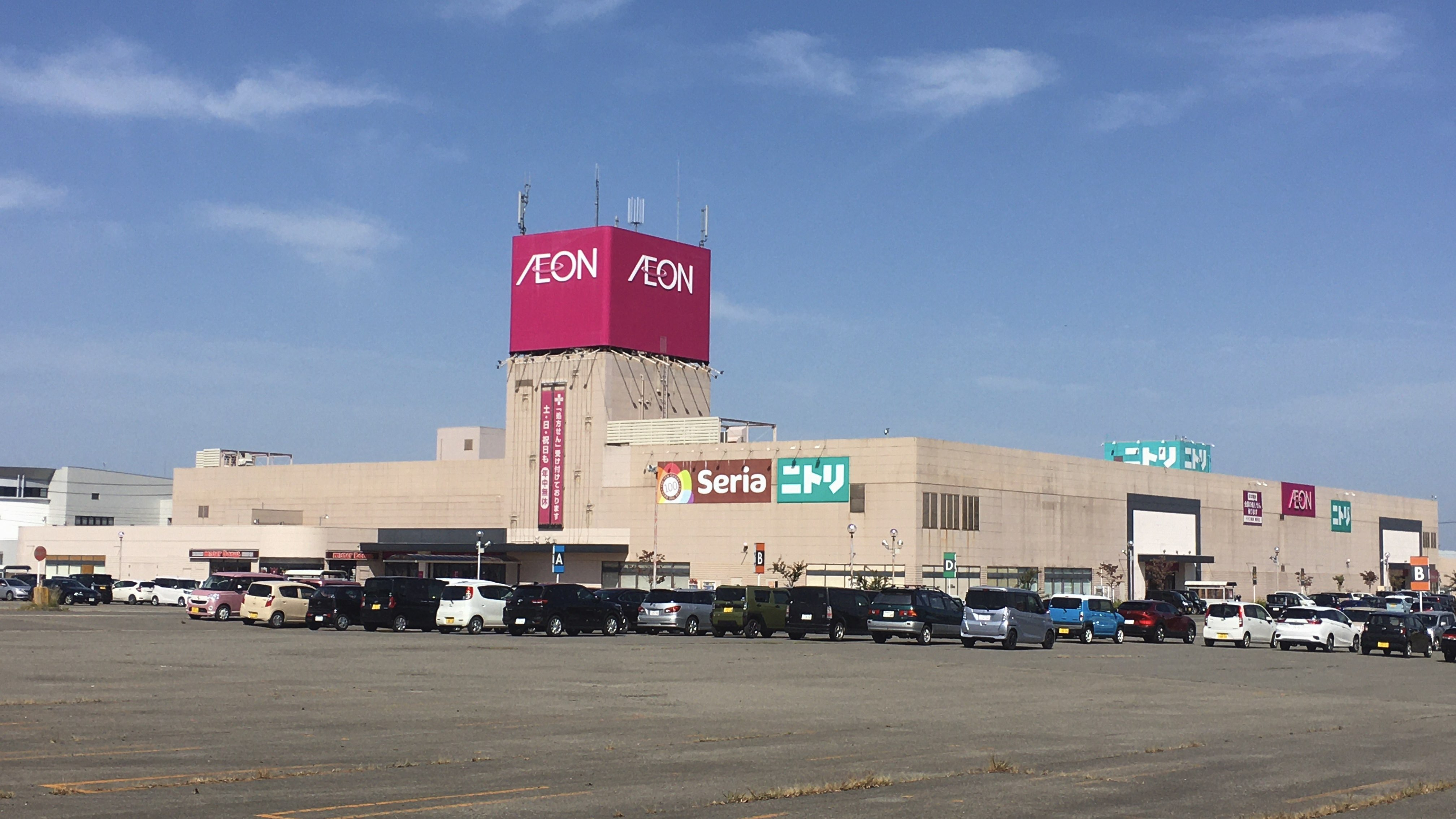
スーパースポーツネクサス 横手店（堰添34番地1）
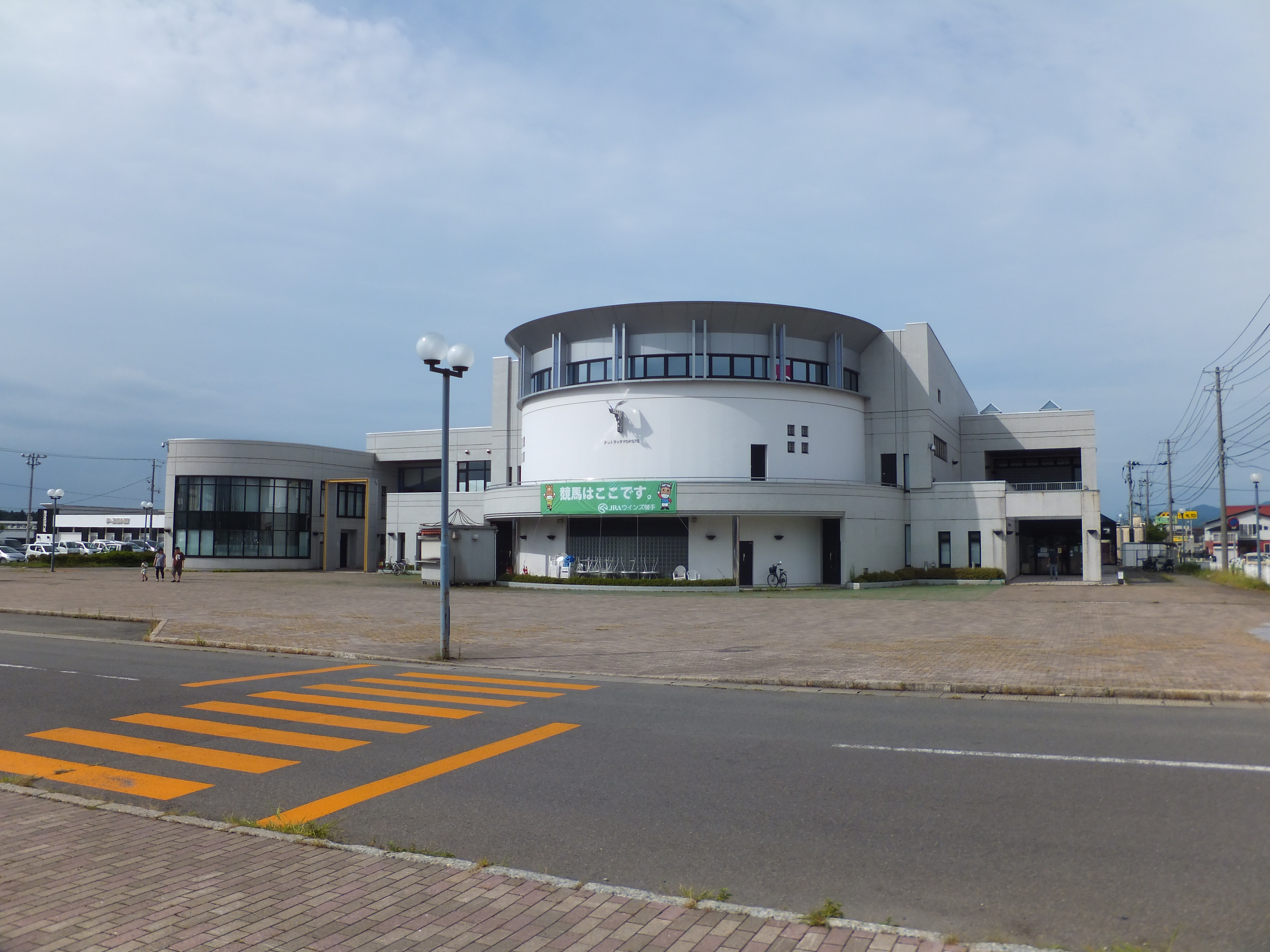
イオン横手店（字向田147番地）
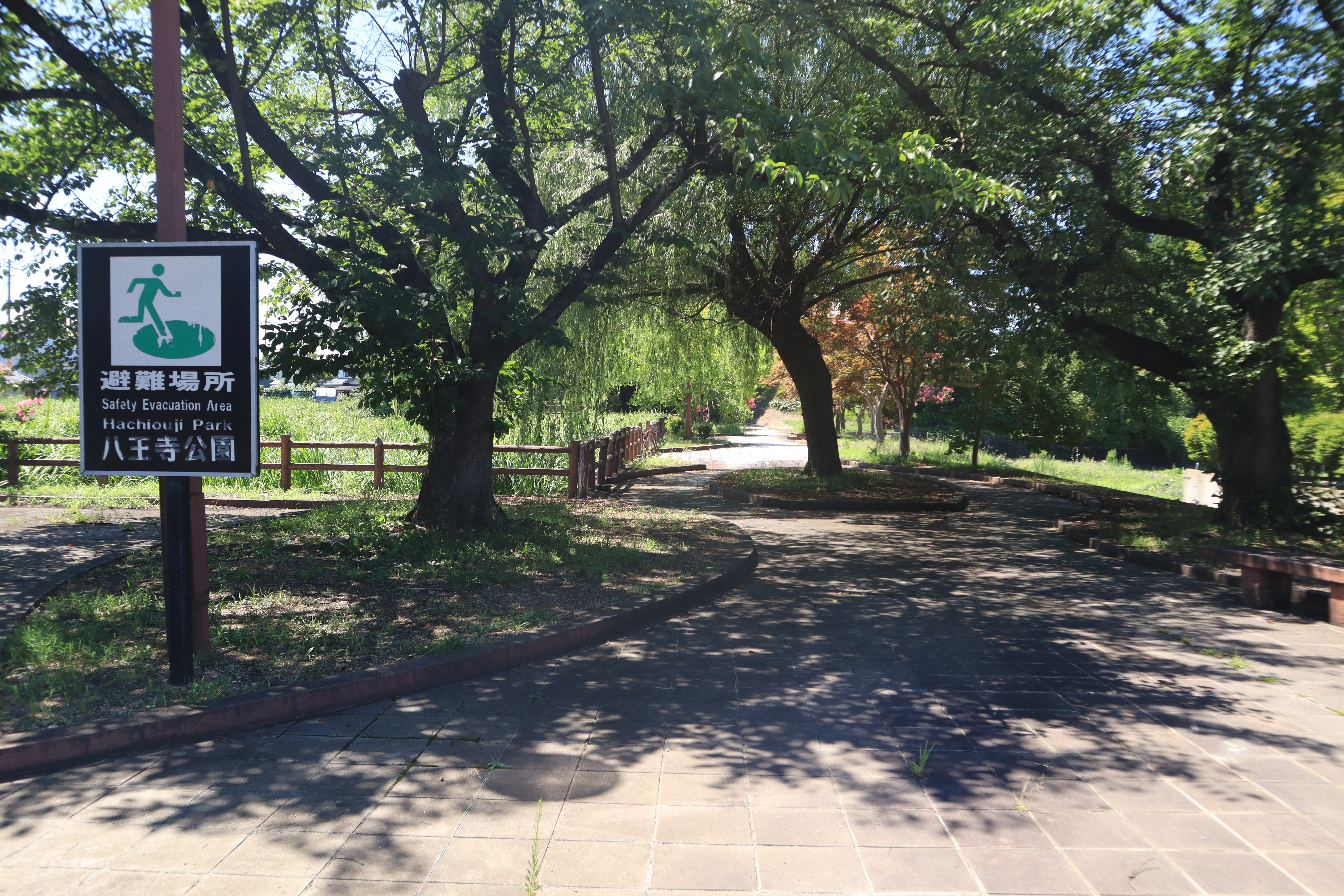
八王子公園

- テレトラック横手・ウインズ横手（字向田201番地）[39]
- フレスポよこて（字向田179番地1）[40]
  - ココス 横手店（字向田163番地1）[41]
  - 万代 横手店（字向田179番地1）[42][27]
  - 西松屋 フレスポ横手Ⅰ店（字向田183番地）[43]
  - ユニクロ フレスポ横手店（字向田185番地）[44]
  - すき家 横手IC店（向田173番地3）[45]
  - 牛角 横手店（向田174番地1）[46]
- 八王子公園（字柳堤）[47]
- 安田簡易郵便局（字ブンナ沢80番地46）[48]
- 駒山神社（字堂山）[49]
馬頭観音を祀っており、鰐口が寛文7年（1667年）銘のもので、横手市指定有形文化財に指定されている[49]。

- 横手警察署
- イオン横手店
- ウインズ横手
- 八王子公園